# Juan Pierre
Juan Pierre nacido el 14 de agosto de 1977 en Mobile (Alabama). Juan Pierre es un ex Jardinero izquierdo que jugaba en los Miami Marlins. En lo que va de su carrera se ha robado 591 bases.

## Universidad
Juan Pierre antes de ser profesional jugó en Galveston College y en South Alabama Jaguars donde en el año 1998 fue jugador del año del Sun Belt Conference.

## Ligas Menores
Pierre fue seleccionado por los Colorado Rockies en la 13.ª ronda del draft de la MLB. Después del draft Pierre fue enviado a Portland Rockies en la clase A de las ligas menores.Su equipo ganó la liga esa temporada y el lideró los rankings de bateo y bases robadas con 38.Era el favorito para los fanáticos. Pierre al año siguiente paso a Asheville Tourists, esa temporada tuvo .300 de porcentaje al bat y en el año 2000 pasó a los Carolina Mudcats.Ese mismo año se le dio la noticia que iba a debutar en las grandes ligas.

## Grandes Ligas

### Colorado Rockies
Pierre hizo su debut en grandes ligas con la casaca de los Colorado Rockies el 7 de agosto del 2000 como corredor emergente frente a Pittsburgh Pirates.Al día siguiente iba a debutar como Jardín central y consiguió su primer golpe o hit en las grandes ligas.

### Florida Marlins
El 16 de noviembre de 2002 Pierre es traspasado junto a Mike Hampton y efectivo por Charles Johnson, Wilson Preston, Vic Darensbourg y Pablo Ozuna a los Florida Marlins. En la temporada regular del 2003 Pierre promedió .305 liderando la Liga Nacional en 162 partidos jugados turnos en el bate 668 y bases robadas 65, 15 golpes de sacrificio, y encabezó las Grandes Ligas en menos ponches (5,2). En la pos temporada de ese año fue muy influyente.En la Serie Mundial obtuvo de porcentaje .333 y .301 en toda la pos temporada saliendo campeones esa temporada exitosa para Pierre.En 2004 lideró la Liga Nacional por segundo año consecutivo en turnos en el bate, 221 golpes y 12 triples en toda una temporada completa,24 golpes de sacrificio,38 golpes en el cuadrado y 45 bases robadas. Al año siguiente Pierre lideró la Liga Nacional en partidos jugados (162), tuvo 2 jonrones y 47 RBI en la temporada, 181 hits en 656 turnos en el bate.

### Chicago Cubs
El 7 de diciembre de 2005 los Marlins cambian a Pierre a los Chicago Cubs a cambio de los lanzadores Sergio Mitre, Ricky Nolasco y Reynel Pinto.En 2006 a pesar de batear .292 Pierre lideró la Liga Nacional con 204 hits en 699 chances en el bate ganando en hits y en chances en bate, en la defeniva hizo 533 outs en la temporada.

### Los Angeles Dodgers

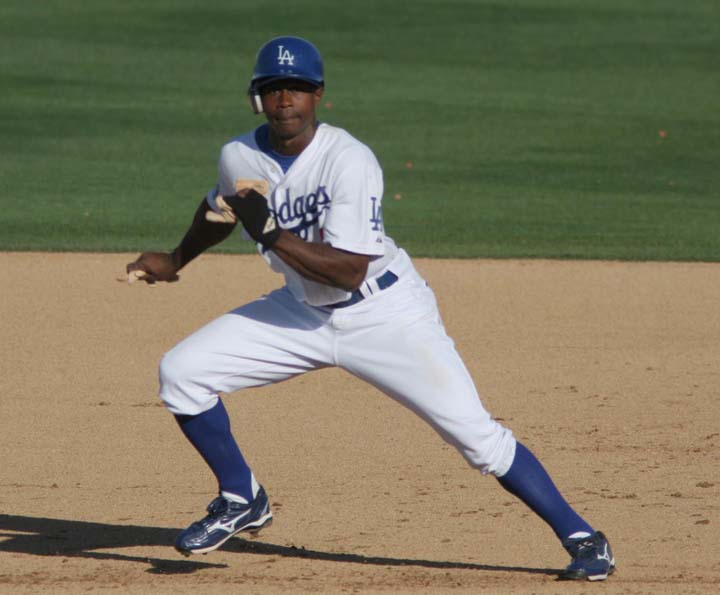
Pierre en su momento con los Dodgers

El 22 de noviembre de 2006, Pierre firmó un contrato de $ 44 millones con Los Angeles Dodgers. Pierre encabezó en las Grandes Ligas en golpes, en el cuadrado con 19,  También lideró la Liga Nacional en partidos jugados con 162 partidos (temporada completa) para el quinto año consecutivo, tuvo 164 singles en la temporada.Por segundo año consecutivo Pierre lideró en golpes de sacrificio con 20, robó 64 bases, estuvo 3.º en turnos en el bate con 668, 4.º en golpes con 196 y 9.º en triples con 8. Al entrar en 2008, los Dodgers firmaron Andruw Jones con un contrato de dos años para jugar en el jardín central. Debido a esto, Pierre desplazado al campo izquierdo. Después de un viaje a la lista de lesionados en julio, Pierre fue trasladado a un lugar en el jardín central con el que luchaba con Jones. Cuando los Dodgers traen a Manny Ramírez Pierre se trasladó a la banca y vio acción limitada, principalmente por ser corredor emergente el resto de la temporada. Después de dos años sin que Pierre haga ni un solo jonrón, Pierre golpea una bola para a las gradas del jardín derecho en el PNC Park y había cortado la mala racha de jonrones. Esto ocurrió el 15 de septiembre de 2008, no hacía un jonrón desde el 2008 de agosto del 2008. Cuando Manny Ramírez fue suspendido por 50 juegos, Pierre volvió a ser el jardinero de los Dodgers izquierdo regular. Durante la suspensión de Ramírez, Pierre tuvo una actuación estelar que fue elogiado por los fanáticos y criticado por igual. Sin embargo, una vez que Ramírez volvió, él volvió a su papel anterior de un jugador de reserva. En reconocimiento a su arduo trabajo, los fanáticos de los Dodgers le dieron una ovación de pie el 16 de julio, el mismo juego donde Ramírez tuvo su primer partido en casa desde que regresó de la suspensión.

### Chicago White Sox
El 15 de diciembre de 2009 Pierre fue cambiado a los Chicago White Sox por dos lanzadores de ligas menores (Jon Link y John Ely).Pierre en esa temporada lideró la tabla en bases robadas con 68, el segundo más en una temporada en la historia de la franquicia después de Rudy Law en el año 1983.El 3 de agosto de 2010 conectó su primer y única carrera en el 2010.El 5 de agosto de ese mismo año Pierre roba la base número 500º en su carrera contra los Detroit Tigers.En 2011, Pierre lideró las grandes ligas en golpes de sacrificio con 19.

### Philadelphia Phillies

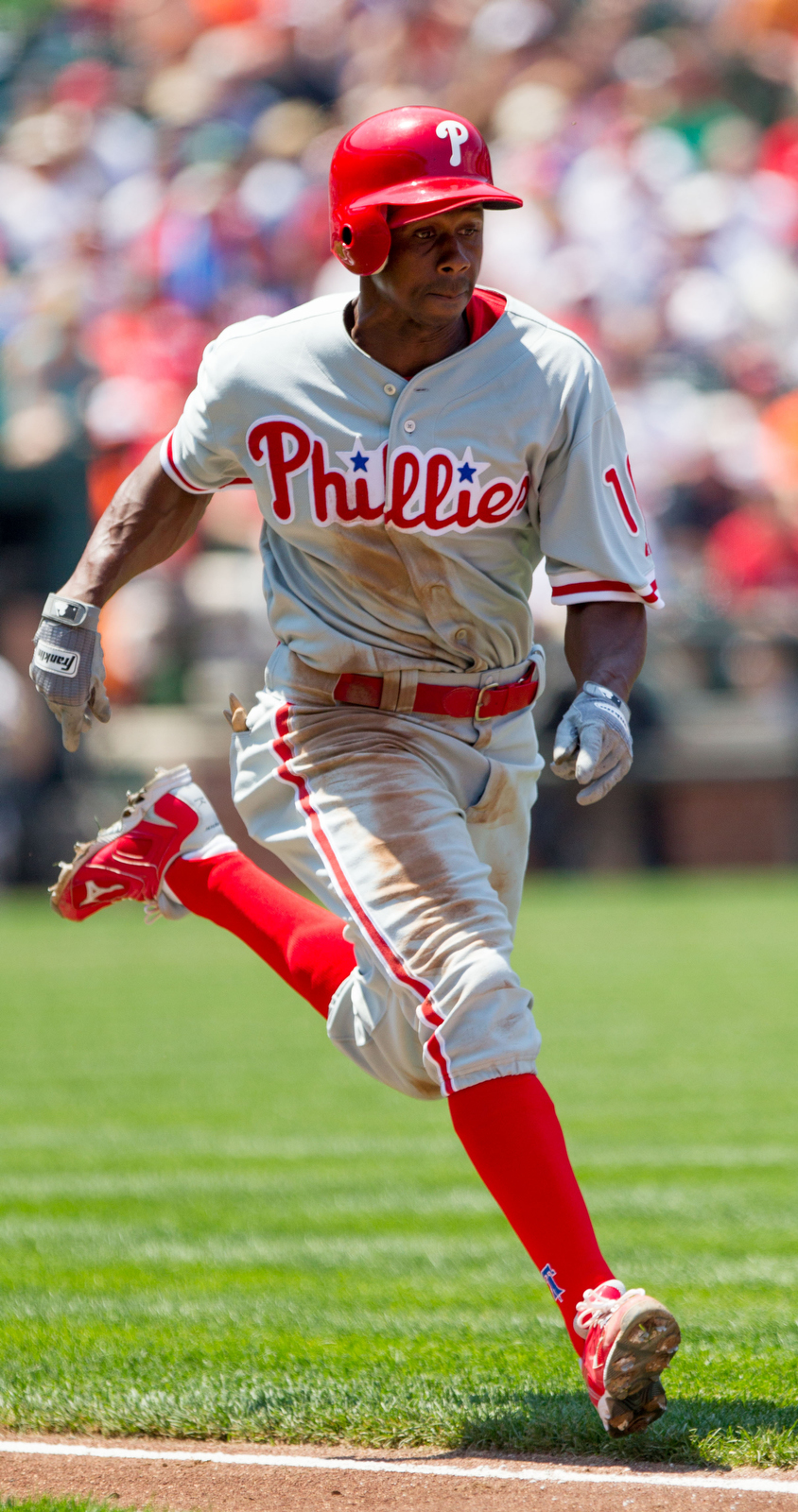
Juan Pierre en los Phillies

El 27 de enero de 2012, firmó un contrato de ligas menores con los Philadelphia Phillies.Los Filis compraron su contrato el 29 de marzo, y se añadió posteriormente a su plantilla inicial del Día Inaugural. Bateó un jonrón de tres puntos el 23 de junio. El 28 de junio tuvo su RBI número 500 en su carrera. Esta temporada tuvo 37 bases robadas y lo atraparon 7 veces, le hicieron 27 ponches, y de 162 juegos jugó 130.Tuvo 394 turnos al bate,59 carreras,10 dobles,6 triples,25 RBI, hizo 23 caminatas, hizo en total 146 bases, hizo 17 golpes de sacrificio e hizo 121 golpes.Y en la defensa tuvo un promedio de 799.2 entradas en 130 partidos.

### Regreso a los Marlins
El 18 de noviembre de 2012 los Marlins de Miami firmaron un contrato con Pierre de 1,6 millones de un año.Vuelve a los Marlins después de 7 temporadas fuera de los Marlins. Fue muy influyente en el anillo de la temporada 2003 con los Marlins ante los Yanquis de Nueva York.
Tenía la esperanza de firmar con otro equipo y, a menudo, se lo mencionaba en informes de prensa sobre equipos que necesitaban profundidad en los jardines para cubrir a los jugadores lesionados o de bajo rendimiento. Sin embargo, no firmó durante toda la temporada y anunció su retiro del béisbol profesional el 27 de febrero de 2015.